# Большаков, Владимир Николаевич
Влади́мир Никола́евич Большако́в (род. 21 сентября 1934, Молога, Ярославская область) — советский и российский зоолог, специалист по экологии животных, эволюционной и популяционной экологии; академик РАН (1987).

## Биография
Родился в семье служащих.
Окончил с медалью среднюю школу (1952), в 1957 году окончил биологический факультет Уральского государственного университета им. А. М. Горького по специальности «зоология». В 1959 году поступил в аспирантуру Уральского филиала АН СССР; кандидатскую диссертацию на тему «Закономерности индивидуальной и географической изменчивости полёвок рода Clethrionomys» защитил в 1962 году. Тема докторской диссертации, защищённой в 1969 году, — «Опыт экологического анализа путей приспособления мелких млекопитающих к горным условиям».
В 1959—1964 годах работал в Институте биологии УФ АН СССР, с 1976 года директор Института экологии растений и животных УрО РАН. Заместитель председателя УрО РАН (1993—1996), первый заместитель председателя УрО РАН (1996—1998), и. о. председателя УрО РАН и вице-президента РАН (1998—1999), с 1999 года — первый заместитель председателя УрО РАН. Заведующий кафедрой экологии Уральского государственного университета с 1996 года. Подготовил 43 кандидатов и 10 докторов наук.
Доктор биологических наук (1969), профессор (1978). Член-корреспондент с 15 марта 1979 года, академик РАН (АН СССР) по специальности «экология» с 23 декабря 1987 года.
Председатель Российского комитета по программе ЮНЕСКО «Человек и биосфера» (МАБ) при Президиуме РАН, президент Териологического общества России, член Совета при Президенте Российской Федерации по науке, технологиям и образованию, председатель Объединённого Совета по биологическим наукам. Действительный член Индийской зоологической академии (Агра).
Главный редактор журнала «Экология» (1976—1988, 1994—201?), ныне почётный член его редколлегии, член редколлегий журнала «Наука в России» и «Зоологического журнала».

## Вклад в науку
Внёс существенный вклад в популяционную и эволюционную экологию, в теорию внутривидового формообразования и экологической адаптации. Руководил исследованиями роли различных форм внутривидовой изменчивости, структуры популяции животных, её динамики и устойчивости в условиях влияния различных антропогенных факторов. Развил теорию академика С. С. Шварца о различном характере приспособлений, направленных на поддержание энергетического баланса со средой, у видов и внутривидовых групп животных. Уделяет внимание проблемам продуктивности и устойчивости горных и северных экосистем, экологическому прогнозированию и экспертизе, охране природы Урала..
Опубликовал более 600 научных трудов, из них более 50 книг; а также ряд научно-популярных книг (в том числе «Звери Урала», «Мир млекопитающих»), статей и брошюр; учебников («Экология», «Региональная экология»); принимал активное участие в создании Красной книги Среднего Урала и красных книг Ханты-Мансийского и Ямало-Ненецкого автономных округов.

## Награды
Награды:
- Орден Трудового Красного Знамени (1983)
- Золотая медаль имени В. Н. Сукачёва (1986) — за серию работ по популяционной экологии животных
- Лауреат Государственной премии СССР (1990; за серию работ по млекопитающим)[4]
- Международный орден «Рыцарь Белого Креста» за гуманность и справедливость (1992)[4]
- Лауреат международной премии и медали им. А. П. Карпинского 1993 года (за работы по экологии животных)
- Лауреат премии Правительства Российской Федерации в области науки и техники 1996 года — за работу «Научные основы и методика обеспечения радиоэкологической безопасности на базе биоиндикации и геохимии ландшафтов»[7]
- Орден «За заслуги перед Отечеством» IV степени (1999) — за большой вклад в развитие отечественной науки, подготовку высококвалифицированных кадров и в связи с 275-летием Российской академии наук[8]
- Премия имени А. Н. Северцова (совместно с А. Г. Васильевым, И. А. Васильевой, за 1999) — за серию работ по эволюционной и популяционной морфологии млекопитающих[4]
- Серебряная медаль и диплом лауреата премии им. В. Н. Татищева и Г. В. де Геннина (2003; за работу по экологической безопасности)
- Премия имени И. И. Шмальгаузена за серию работ «Хромосомная изменчивость у млекопитающих и её взаимосвязь с эволюционными преобразованиями морфологических структур и популяционно-экологическими характеристиками» (2004)
- Демидовская премия (2004)
- Лауреат премии Правительства Российской Федерации в области образования 2006 года — за создание учебника «Экология» для образовательных учреждений высшего профессионального образования[9]
- Почётный гражданин Екатеринбурга (1993)[4]
- Орден «За заслуги перед Отечеством» III степени (2014)[10].

## Публикации

### Монографии
- Пути приспособления мелких млекопитающих к горным условиям. М.: Наука, 1972. 200 с.
- Звери Урала. Свердловск, 1977;
- Покровский А. В., Большаков В. Н. Экспериментальная экология полёвок. М.: Наука, 1979. 147 с.
- Большаков В. Н., Васильев И. А., Малеева А. Г. Морфотипическая изменчивость зубов полёвок. М.: Наука, 1980. 139 с.
- Большаков В. Н., Кубанцев Б. С. Половая структура популяций млекопитающих и её динамика. М.: Наука, 1984. 207 с.
- Большаков В. Н., Ковальчук Л. А., Ястребов А. П. Энергетический обмен у полёвок и его изменения в экстремальных условиях. Свердловск, 1984. 119 с.
- Мелкие млекопитающие Уральских гор: (Экология млекопитающих Урала) // В. Н. Большаков, В. С. Балахонов, И. Е. Бененсон и др. Свердловск, 1986. 104 с.
- Смирнов Г. Г., Большаков В. Н., Бородин А. В. Плейстоценовые грызуны Севера Западной Сибири. М.: Наука, 1986. 144 с.
- Ястребов А. П., Юшков Б. Г., Большаков В. Н. Регуляция гемопоэза при воздействии на организм экстремальных факторов. Свердловск, 1988. 152 с.
- Большаков В. Н., Баженов А. В. Радионуклидные методы мечения в популяционной экологии млекопитающих. М.: Наука, 1988. 160 с.
- Историческая экология животных гор Южного Урала / Н. Г. Смирнов, В. Н. Большаков, П. А. Косинцев и др. Свердловск, 1990. 243 с.
- Безель В. С., Большаков В. Н., Воробейчик Е. Л. Популяционная экотоксикология. М.: Наука, 1994. 80 с.
- Большаков В. Н., Васильев А. Г., Шарова Л. П. Фауна и популяционная экология землероек Урала (Mammalia, Soricidae). Екатеринбург: Екатеринбург, 1996. 268 с. (Тр. учёных УрО РАН. Сер. «Биология»).
- Красная книга Среднего Урала: Свердловская и Пермская области: Редкие и находящиеся под угрозой исчезновения виды животных и растений / Свердл. обл. ком. по охране природы, Перм. обл. ком. по охране природы, Ин-т экологии растений и животных и др.; Ред. кол.: В. Н. Большаков (пред.) и др. Екатеринбург: Изд-во Урал. ун-та, 1996. 280 с.
- Мир млекопитающих. Екатеринбург, 1997.
- Большаков В. Н., Бердюгин К. И., Васильева И. А., Кузнецова И. А. Млекопитающие Свердловской области: Справочник-определитель // РАН. УрО. Ин-т экологии растений и животных, Териол. о-во, Эколог. фонд Свердл. обл.; Науч. ред. А. Г. Васильев. Екатеринбург: Екатеринбург, 2000. 240 с.
- Большаков В. Н., Орлов О. Л., Снитько В. П. Летучие мыши Урала // РАН.УрО. Ин-т экологии растений и животных, Ильменский гос. заповедник. Екатеринбург: Академкнига, 2005. 175 с.
- Млекопитающие Полярного Урала / Под науч. ред. К. И. Бердюгина. — Екатеринбург. Изд-во Урал. ун-та, 2007. — 384 с.

### Основные статьи
- Большаков В. Н., Вигоров Ю. Л., Криволуцкий Д. А., Тишков А. А. Экология на пороге XXI века // Экология. 1995. № 4. С. 317—321.
- Большаков В. Н., Добринский Л. Н. Академик С. С. Шварц в истории современной экологии // Экология. 1999. № 2. С. 84—88.
- Большаков В. Н., Криницын С. В., Кряжимский Ф. В., Мартинес Рика Х. П. Проблемы восприятия современным обществом основных понятий экологической науки // Экология. 1996. № 3. С. 165—170.
- Большаков В. Н., Корытин Н. С., Кряжимский Ф. В., Шишмарёв В. М. Новый подход к оценке стоимости биотических компонентов экосистем // Экология. 1998. № 5. С. 339—348.
- Большаков В. Н., Добринский Л. Н. Академик С. С. Шварц в истории современной экологии // Экология. 1999. № 2. С. 84—88.
- Безель В. С., Большаков В. Н. Экологическая токсикология: проблемы, задачи, подходы // Токсикол. вестн. 1995. № 1. С. 2—7.
- Васильев А. Г., Васильева И. А., Большаков В. Н. Фенотический мониторинг популяций красной полёвки (Clethrionomys rutilus Pall.) в зоне Восточно-Уральского радиоактивного следа // Экология. 1996. № 2. С. 117—124.
- Гилева Э. А., Большаков В. Н., Полявина О.В, Чепраков М. И., Чайковский Г. Н., Важов В. И., Безель В. С. О соотношении между частотой хромосомных нарушений у домовой мыши и онкозаболеваемостью населения при разных уровнях радиационной опасности // Докл. РАН. 1999. Т. 364, № 6. С. 846—848.
- Большаков В. Н., Горчаковский П. Л., Пахомов В. П. Горные районы Урала: Состояние и особенности развития // Изв. РАН. Сер. геогр. 1998. № 6. С. 88—94.
- Васильев А. Г., Большаков В. Н., Малафеев Ю. М., Валяева Е. А. Эволюционно-экологические процессы в популяциях ондатры при акклиматизации в условиях Севера/ // Экология. 1999. N 6. — С. 433—441.
- Большаков В. Н. К 250-летию Российской академии наук // Экология. 1999. № 2. С. 83.
- Орлов В. Н., Большаков В. Н., Окулов Н. М. Анализ дискретной изменчивости грызунов с использованием свойств равновесных популяций // Докл. РАН. 1999. Т. 369, № 6. С. 841—846.
- Гилева Э. А., Большаков В. Н., Полявина О. В., Чепраков М. И. Обыкновенная и восточноевропейская полёвки на Урале: гибридизация в природе // Докл. РАН. 2000. Т. 370, № 1.С. 134—137.
- Bolshakov V. N., Kosintsev P. A. Ancient domestic pigs in the Urals // Ibex — J. of Mountain Ecology. 1995. № 3. P. 251—253.